# Ruffré-Mendola
Ruffré-Mendola é uma comuna italiana da região do Trentino-Alto Ádige, província de Trento, com cerca de 406 habitantes. Estende-se por uma área de 6 km², tendo uma densidade populacional de 68 hab/km². Faz divisa com Sarnonico, Caldaro sulla Strada del Vino (BZ) e Cavareno.